# Katherina Hetzeldorfer
Katherina Hetzeldorfer († 1477 bei Speyer) war ein Opfer der Hexenverfolgung. Sie gilt als erste Frau, die wegen weiblicher Homosexualität hingerichtet wurde.

## Leben
Katherina Hetzeldorfer stammte aus Nürnberg und kam 1475 als Mann gekleidet in die Reichsstadt Speyer. Sie war in Begleitung einer Frau, die sie als ihre Schwester bezeichnete. Nach Zeugenaussagen hatte sie diese aus einem adligen Haushalt in Wertheim entführt. Hetzeldorfer verhielt sich wie ein sexuell aktiver Mann und machte Frauen gegenüber Annäherungsversuche. In einem Fall bot sie der späteren Zeugin Else bzw. Elß Muter acht Gulden für einen Beischlaf (mit ir manlichkeit zu tryben) während der Abwesenheit von Muters Ehemann an. Sie hatte ein selbst angefertigtes „Instrument“ aus rotem Leder benutzt, das sie sich umbinden konnte (auch als rüstung bezeichnet, entsprechend einem heutigen Strap-on-Dildo). Laut einer Aussage hatte eine Zeugin Hetzeldorfer an das vermeintliche Geschlechtsteil gegriffen. Es wäre „so groß wie ein halber Arm“ gewesen und hätte „eine Hand voll“ ejakulieren können. Ihr wahres Geschlecht blieb den Zeuginnen verborgen.
Dagegen gab es Gerüchte über Hetzeldorfers Umgang mit ihrer sogenannten Schwester. Zum Gerichtsverfahren kam es, nachdem sie von einer Person denunziert worden war, der sie anvertraut hatte, dass sie und ihre „Schwester“ als „Ehemann“ (sie jr ehlicher mann wer) und Ehefrau lebten. Elß Muter sagte aus, Hetzeldorfer hätte die „Schwester“ defloriert (entmeydelt) und zwei Jahre ehelichen Umgang gepflegt (ij jar gebult). Das dreiseitige Protokoll im Stadtarchiv Speyer gibt Auskunft über die intensive Befragung der Angeklagten sowie der Zeuginnen und Zeugen. Es gibt viele Hinzufügungen, Korrekturen und Randnotizen, die oft schwer zu entziffern sind. Da die „Schwester“ nicht befragt wurde, kann angenommen werden, dass sie sich durch Flucht einem Verhör und einer Verurteilung entzogen hatte. Eine der Mitangeklagten konnte der Verurteilung entgehen, da sie behauptete daz sie nit anders gewist dan daz sie eynn man gewest.
Nach Helmut Puff zeigte das Verfahren eine gewisse Irritation der Richter über Hetzeldorfers Auftritt in einer Männerrolle. Frauen wurden damals sehr viel seltener wegen „widernatürlichen“ Umgangs angeklagt als Männer. Die entwürdigende Bestrafung zu einem Tod durch Ertränken habe Hetzeldorfer wieder eine Frauenrolle zugewiesen, da damals diese Todesstrafe selten an Männern und vor allem an Frauen vollstreckt wurde. Puff stellte in einem Aufsatz zu ihr die Frage, „wie eindeutig sexuelle Gefühle in historischen Dokumenten eigentlich ausfallen müssen, damit sie von Historikerinnen und Historikern ernst genommen werden.“
Katherina Hetzeldorfer wurde wegen Sodomie, der Annahme einer männlichen Identität, dem Zusammenleben mit einer anderen Frau sowie dem Gebrauch eines Dildos verurteilt und im Rhein ertränkt.